# Namibia Breweries
Die Namibia Breweries Limited (NBL) ist eine Bierbrauerei aus Windhoek in Namibia.

## Geschichte
Die Brauerei wurde 1920 von Carl List und Hermann Ohlthaver als Südwestbrauerei (SWB) gegründet. 1967 schloss sich die Hansa Brauerei aus Swakopmund der SWB an.
Unter dem deutschen Braumeister Günther Schulz, der von 1966 bis 1978 für die Produktion verantwortlich war, wurde die Brauerei modernisiert und es wurden bereits in den 1970er Jahren internationale Preise errungen.
Nach der Unabhängigkeit Namibias erhielt die Südwestbrauerei am 21. März 1990 ihren heutigen Namen. Seit 1999 besteht eine Kooperation mit der Brauerei Beck & Co. aus Bremen. 2003 ergab sich aus einer Kooperation mit Heineken und Diageo der Verkauf von 28,9 Prozent der mittlerweile an der Börse Namibia gelistete NBL an diese beiden Unternehmen. Die Ohlthaver & List Group besaß bis 2023 mit 51 Prozent noch die Mehrheit der Gesellschaft.
Die zugehörige Hansa Brauerei in Swakopmund wurde im Oktober 2005 geschlossen. Im Januar 2014 übernahm NBL die namibische Kleinbrauerei Camelthorn Brewing und brachte im Juni 2014 unter dem Namen Camelthorn Weizen erstmals ein eigenes Weizenbier auf den Markt.
Im November 2021 kündigte Heineken Planungen zur Übernahme des 25%igen Anteils der NBL an Heineken Südafrika sowie die Übernahme von Namibia Breweries in Namibia an. Der Wert werde auf etwa 0,65 Milliarden Euro geschätzt. Die Übernahme wurde im September 2022 von der namibischen Wettbewerbskommission unter strengen Auflagen genehmigt und Mitte April 2023 vollzogen.

## Produktion, Produkte und Märkte
Die NBL braut eigene Biere, mit Ausnahme von King Lager, nach den Vorschriften des deutschen Reinheitsgebotes und erhielt bereits bei der ersten Prüfung des Windhoek Lagers Auszeichnungen der DLG. Zudem wurden bis 2020 mit Vigo und Code eigene Erfrischungsgetränke auf den Markt gebracht.
Derzeit werden etwa 60 Prozent der Produktion nach Südafrika und in 23 weitere Länder weltweit exportiert. Die NBL befindet sich seit Anfang 2010 auf internationalem Expansionskurs mit dem Ziel, innerhalb von 15 Monaten zu den Top-15-Bieren in der Welt zu gehören. Als neuestes Land wurde die Vermarktung in Kamerun am 17. Februar 2010 und Großbritannien am 19. Mai 2010 aufgenommen. Nach Tansania wird seit Anfang März 2014 auch Windhoek Draught exportiert.
Die Jahresproduktion beträgt etwa 2,6 Millionen Hektoliter, wovon bis zu 50 Prozent in den Export gehen.

### Biere

#### Eigene Biere
- Camelthorn Helles Lager (seit August 2017)
- Camelthorn Weiss (bis August 2017 Camelthorn Weizen)
- Camelthorn Urbock (ehemals nur Urbock)
- Camelthorn Indian Pale Ale (seit 2018)
- Hansa Draught
- Horizon Non-Alcoholic – Apfel, Beeren, Zitrone (seit Juli 2020)
- King Lager (seit Oktober 2015; 100 % namibische Zutaten)
- Oktoberfest-Bier (nur im September und Oktober)
- Tafel Lager
- Tafel Lite (seit 11. Juli 2016)
- Tafel Radler (seit Oktober 2018)
- Windhoek Draught
- Windhoek Lager
- Windhoek Light (bis Mai 2022)
- Windhoek Special (bis ca. 2016)
- Windhoek Non-Alcoholic (seit September 2019)
- drei bis vier Biere in der Mikrobrauerei des Strand Hotel Swakopmund (seit Oktober 2015)

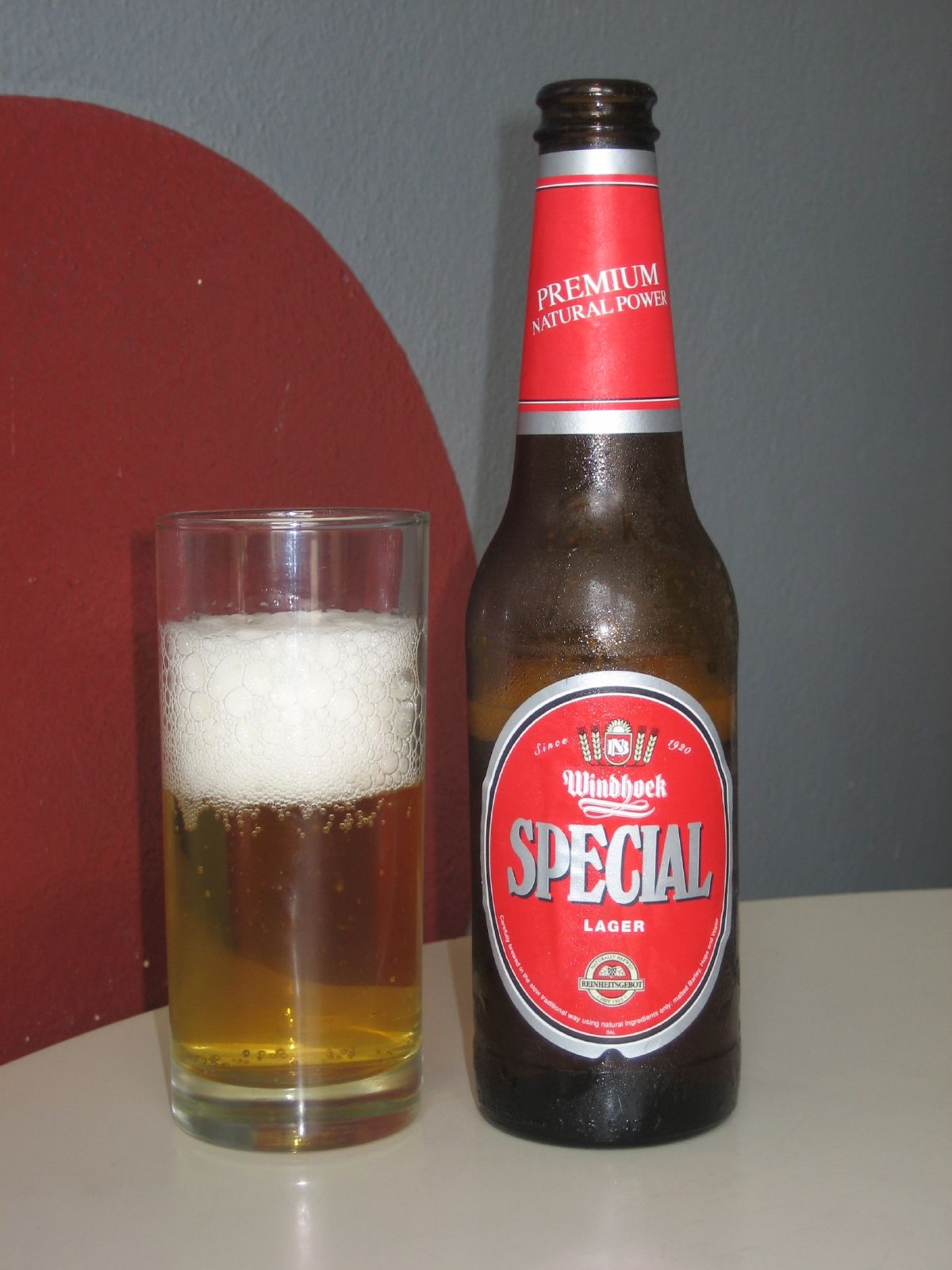
Windhoek Special
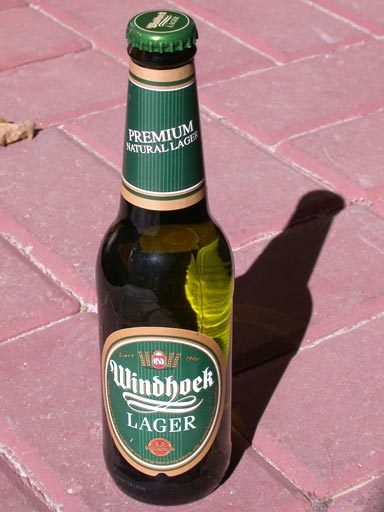
Windhoek Lager

#### Lizenzbiere
- Amstel Lager
- Club Shandy
- Erdinger Weißbräu
- Heineken
- Stellenbrau (ehemals)

### Sonstige Getränke
- Aquasplash – Mineralwasser
- Code – Erfrischungsgetränk mit Kohlensäure
- McKane – Tonic, Soda und Limonade
- Vigo – kohlensäurehaltiges Fruchtgetränk

## Auszeichnungen
Die NBL errangen weltweit zahlreiche Auszeichnungen, neben dem Management des Unternehmens vor allem für die namibischen Biere.
Hierzu zählen unter anderem:
- European Beer Star Award
  - Mildes Bier
    - Gold: Tafel Lager, 2008[6]
    - Silber: Windhoek Draught (2012)

  - Bronze: Tafel Lager, 2009,[7] Windhoek Lager (2018)
  - Leichtes Bier
    - Silber: Windhoek Light (2012)

  - Starkbier
    - Silber: Hansa Urbock (2015)
- Deutsche Landwirtschafts-Gesellschaft (DLG)
  - Gold: Windhoek Lager (2007–2016), Windhoek Draught (2007–2013, 2015, 2016), Tafel Lager (2007–2014, 2016), Windhoek Light (2013, 2014, 2016)
  - Silber: Windhoek Lager (2006), Windhoek Draught (2006, 2014), Tafel Lager (2006. 2015), Windhoek Light (2006, 2010–2012, 2015), Hansa Pilsener (2006)
  - Bronze: Windhoek Light (2007)
- Brewing Industry International[8]
  - Gold: Windhoek Light, 2005
- Preis der Besten, Deutsche Landwirtschafts-Gesellschaft (DLG)
  - Bronze für herausragende unternehmerische Qualität, 2009[9]